# Melanargia paquita
Melanargia paquita är en fjärilsart som beskrevs av Charles Oberthür 1923. Melanargia paquita ingår i släktet Melanargia och familjen praktfjärilar. Inga underarter finns listade i Catalogue of Life.